# Prisión de Towhid
La prisión de Towhid (en persa: بازداشتگاه توحید) era un centro de detención no oficial en Teherán, Irán, usado para albergar prisioneros opuestos a la República Islámica de Irán hasta su cierre en el año 2000. En su apogeo durante la década de 1980, albergó a más de 3.000 presos, entre los cerca de 35.000 prisioneros encarcelados en la ciudad de Teherán. Antes de 1979 era conocida como Comité Conjunto Anti Vandalismo o Comité Moshtarak, cuando operaba bajo el régimen del Sha de Irán y era usado contra los opositores políticos. Se expandió ampliamente después de la Revolución Islámica, y se la renombró la prisión Towhid (la palabra Towhid refiere a uno de los cinco pilares del Islam, el monoteísmo). La mayor parte del uso de la prisión fue en tiempos de la República Islámica. Actualmente es usada como Museo (Museo de Ebrat).